# Magyar Hanglemezkiadók Szövetsége
Magyar Hanglemezkiadók Szövetsége ou MAHASZ é um nome de uma empresa oficial que representa as indústrias musicais da Hungria. Está associada ao IFPI, além de ser a parada musical oficial do país.